# Mamon (český seriál)
Mamon je šestidílný televizní seriál žánru kriminální thriller společnosti HBO, tematizující nenasytnou touhu po majetku. Natočil jej režisér Vladimír Michálek s kameramanem Martinem Štrbou dle scénáře Štefana Titky; ač děj Mamonu perfektně zapadá do tuzemských privatizačních podvodů a korupčních případů, vpravdě vychází ze stejnojmenné norské předlohy. Premiérově byl vysílán od 25. října do 29. listopadu 2015.
Mamon získal Českého lva v kategorii nejlepší dramatický televizní seriál.
Hlavním sloganem série je věta Pravdu najdeš mezi řádky.

## Obsazení
| Matěj Hádek        | Petr Vlček                          |
| Eva Leimbergerová  | Stella Němečková                    |
| Michal Dlouhý      | Daniel Vlček, bratr Petra           |
| Gabriela Míčová    | Eva Vlčková, manželka Daniela       |
| Daniel Tůma        | Michal Vlček, syn Daniela a Evy     |
| Pavlína Štorková   | novinářka Marie Králová             |
| Tereza Hofová      | státní zástupkyně Jana Skálová      |
| Igor Bareš         | Aleš Toman                          |
| Petr Halberstadt   | čistič                              |
| Jiří Vyorálek      | Samuel Pleva                        |
| Igor Ondříček      | Ing. Karel Zpěváček                 |
| Kateřina Burianová | Anna Vlčková, matka Petra a Daniela |
| Vladimír Krátký    | Antonín Vlček, otec Petra a Daniela |
| Ondřej Malý        | ministr Theodor Horváth             |
| Petra Jungmanová   | Ivona Palcová                       |
| Petr Motloch       | Jan Šrámek st.                      |
| Stanislav Gerstner | vyšetřovatel Stach                  |
| Pavel Gajdoš       | Břetislav Málek                     |
| Jan Novotný        | ředitel Doubrava                    |
| Martin Sitta       | Josef Uher                          |
| Jakub Koudela      | Jan Šrámek ml.                      |

## Ocenění a nominace
| Rok  | Ocenění   | Kategorie                            | Nominovaný | Výsledek  |
| ---- | --------- | ------------------------------------ | ---------- | --------- |
| 2015 | Český lev | Nejlepší dramatický televizní seriál | Mamon      | vítězství |